# Elisabeth Alschner
Elisabeth Alschner (* 19. November 1929 in Kaiserswalde; † 16. März 1997 in Speyer) war eine deutsche Arbeiterin, Gewerkschafterin und Kommunalpolitikerin.

## Leben
Elisabeth Alschner wurde im schlesischen Kaiserswalde (heute Lasówka im Powiat Kłodzki) als Tochter eines Textilarbeiters geboren. Zum Ende des Zweiten Weltkriegs wurde die Familie interniert und vertrieben. Danach wohnte sie im Raum Fulda und begann eine Ausbildung zur Kunstgewerblerin. Diese brach sie nach der Geburt ihres Sohnes im Jahr 1954 ab und arbeitete danach als Stepperin in der Textilindustrie.
Im Jahr 1957 zog sie mit ihren Eltern und ihrem Sohn nach Speyer und arbeitet dort als Stepperin in der Rovo-Schuhfabrik. Im selben Jahr wurde sie Mitglied der Industrie-Gewerkschaft Leder und setzte sich dort für die Belange der Mitarbeiterinnen ein. In der Gewerkschaft wurde sie neben anderen Funktionen auch in den Frauenausschuss beim Hauptvorstand in Stuttgart gewählt. 1967 wurde Rovo von Salamander übernommen und Elisabeth Alschner wurde in den Betriebsrat gewählt. Hier setzte sie sich besonders für ungelernte junge Arbeiterinnen ein, damit diese genau wie Ausbildende auch die Berufsschule besuchen konnten. 1962 wurde sie Mitglied der SPD. In der Partei engagierte sie bei Arbeitnehmerfragen. Ein wichtiges Anliegen war ihr die soziale Absicherung von Frauen. Als Vorsitzende der Arbeitsgemeinschaft sozialdemokratischer Frauen, Vorstandsmitglied der Arbeitsgemeinschaft für Arbeit im Unterbezirk Speyer, Vorstandsmitglied des Ortsvereins Speyer-Süd und Vorstandsmitglied der pfälzischen SPD war sie in vielen Parteigremien engagiert.
Im Jahr 1975 wurde sie mit Schließung des Standorts Speyer durch Salamander arbeitslos. Ab 1976 war sie als Hilfsarbeiterin bei Klambt-Druck beschäftigt, wo sie als Mitglied der IG Druck und Papier in den Betriebsrat gewählt wurde. Im Jahr 1988 wurde sie in den Hauptausschuss der IG Druck und Papier (ab 1989 IG Medien) in Stuttgart gewählt. Sie setzte sich besonders für Rechte der Frauen ein, die sie im Arbeitsleben benachteiligt sah. Wichtige Anliegen waren ihr der Kündigungsschutz und eigene Rentenansprüche für Frauen. 1989 ging sie in mit 60 Jahren in den Ruhestand.
Ihre neugewonnene Freizeit nutzte sie für vielfältige ehrenamtliche Betätigungen. Schon seit 1988 leitete sie de Arbeitskreis „Sozialpolitik“ im SPD-Unterbezirk Speyer. Im Jahr 1994 wurde sie in den Stadtrat von Speyer gewählt, wo sie bis zu ihrem Tod Mitglied war.
Daneben sammelte sie Zeugnisse zur Geschichte der Arbeiterbewegung und der Arbeitersportvereine. Das gesammelte Material übergab sie dem Landesarchiv Speyer. 1990 war sie Hauptorganisatorin der Ausstellung „Arbeiten und Leben in Speyer – 140 Jahre“.

## Ehrungen
- Hans-Böckler-Medaille (höchste Auszeichnung des Deutschen Gewerkschaftsbundes, 1991)
- Bundesverdienstkreuz, Verdienstmedaille (30. Dezember 1991)[3]
- Wilhelm-Dröscher-Plakette (der SPD Rheinland-Pfalz, 1996)
- Im Jahr 2002 wurde angeregt eine Straße in Speyer nach ihr zu benennen.[4]

## Werke
- Gemeinsam mit Helga Marx: 100 Jahre Sozialdemokraten in Waldsee: 1891–1991. SPD-Ortsverein Waldsee, 1991.